# Rekognice

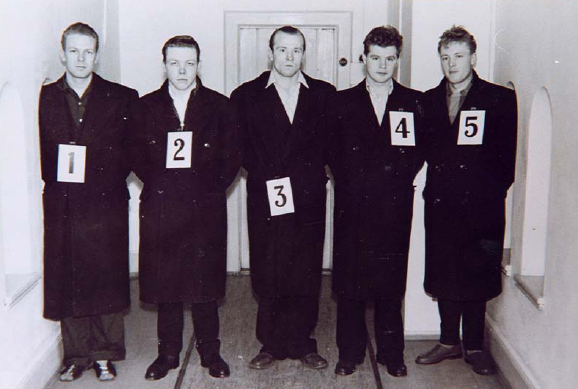
Skupina mužů použitá k rekognici

Rekognice je jedním ze zvláštních způsobů dokazování. V podstatě jde o specifickou formu výslechu, jehož účelem je ztotožnění nějaké osoby, např. pachatele, nebo věci, která je důležitá pro trestní řízení. V českém právu je rekognice upravena v ustanovení § 104b trestního řádu. Patří k některým zvláštním způsobům dokazování v trestním řízení vedle vyšetřovacího pokusu, konfrontace, rekonstrukce a prověrky na místě.
Osobou, která má znovu poznat člověka nebo věc, kterou již dříve vnímala, je svědek nebo obviněný, příp. také podezřelý, protože rekognice může být jako neodkladný nebo neopakovatelný úkon provedena i před zahájením trestního stíhání (pak se provádí na návrh státního zástupce za účasti soudce). K rekognici se vždy navíc přibírá ještě aspoň jedna nezúčastněná osoba, aby byl její průběh co nejobjektivnější.
Před vlastní rekognicí se poznávající osoba nejdříve vyslechne o všech podstatných okolnostech, které si k dané osobě nebo věci pamatuje. Tím se mj. ověří její rozpoznávací a paměťové schopnosti a současně se vyslýchanému umožní, aby si nejprve vybavil zvláštní znaky poznávané osoby či věci. Ukázána je mu teprve poté, a to mezi alespoň třemi dalšími osobami nebo věcmi, které jsou si navzájem podobné, opět z důvodu, aby ztotožnění bylo co nejspolehlivější. U poznávání osob lze kromě vzezření využít i hlas, a nelze-li ztotožňovanou osobu ukázat přímo, protože je např. na útěku, provádí se rekognice pomocí fotografií (v papírové nebo elektronické podobě). Ve specifických případech, kupř. jestliže je poznávající osoba obětí brutálního činu a má důvodnou obavu z pomsty, provádí se rekognice osob tak, aby se bezprostředně nesetkali, např. v oddělených místnostech s polopropustným zrcadlem.
Jestliže se objeví rozpory mezi předchozím výslechem a výsledky vlastní rekognice, provede se dodatečný výslech poznávající osoby. Rekognice je v zásadě neopakovatelným úkonem. Neopakovatelnost vyplývá ze skutečnosti, že smyslem rekognice je rozpoznat osobu nebo věc, která je předem orgánem činným v trestním řízení vytipována. V případě opakované rekognice by tak rozpoznávající osoba mohla zaměnit vzpomínku na osobu nebo věc související se skutkem se vzpomínkou na osobu nebo věc, kterou již v předchozí rekognici viděla. Proto též není možno rekognici přerušit, respektive dojde k jejímu zmaření, pokud je přerušena. Proto je-li provedena v přípravném řízení, musí se jí účastnit nezúčastněná osoba. Není ale vyloučeno, aby byla opakována rekognice osoby provedená nejdříve podle fotografie a poté na základě výběru mezi několika ukázanými osobami. Při hodnocení výsledku takové opakované rekognice však bude nutno přihlédnout ke skutečnosti, že podezřelý, obviněný nebo svědek nejdříve znovu poznával ztotožňovanou osobu podle fotografie.